# Erwan Vallerie
Erwan Vallerie   (Alger, 31 de juliol de 1944 - Rennes, 9 de febrer de 2022), nom de ploma d'Yvon-Gildas Vallerie, fou un economista bretó que el 1969 fundà la revista mensual Sav Breizh amb Yann Choucq, transformada en 1971 en una revista bimestral d'estudis, i en fou director fins a la seva desaparició el 1975. Es consagrà des d'aleshores als treballs de recerca històrica i lingüística.

## Publicacions
- Théorie de la Nation, publicat el 1971 a Sav Breizh (Amunt Bretanya !)
- Communes bretonnes et paroisses d'Armorique, Beltan, Brasparts, 1986, ISBN 2905939044
- Diazezoù studi istorel an anvioù-parrez = Traité de toponymie historique de la Bretagne, An Here, Le Relecq-Kerhuon, 1995, 3 vol., ISBN 2868431534 [text bretó i traducció francesa]
- tesi doctoral Traité de toponymie historique de la Bretagne (text bretó i traducció francesa), 1995 a les edicions An Here
- L'art et la manière de prononcer ces sacrés noms de lieu de Bretagne, Le Chasse-Marée / ArMen, Douarnenez, 1996, ISBN 2903708630
- Théorie de la Nation reeditat amb els assaigs («Théorie de la Nation», «Place de la langue dans le combat de libération nationale», «l'Europe contre la Bretagne», i «Nous barbares locaux»), novament el 1971 i 1976, sota el títol Nous barbares locaux, per les edicions An Here en 1997
- Ils sont fous ces Bretons !!, trousse de survie pour découvreur des Armoriques, Spézet, éditions Coop Breizh, 2003. (amb l'il·lustrador Nono)